# Astrid Beckers
Astrid Beckers (* 25. Oktober 1965 in Viersen) ist eine ehemalige deutsche Kunstturnerin.
Die für den TV Wattenscheid startende Astrid Beckers belegte mit der deutschen Mannschaft den neunten Platz bei den Weltmeisterschaften 1981. Zwei Jahre später erreichte sie mit der deutschen Riege den achten Platz bei den Weltmeisterschaften 1983. 1984 nahm sie an den Olympischen Sommerspielen 1984 in Los Angeles teil und erreichte mit der Mannschaft den 4. Platz. In der Einzel-Mehrkampfwertung kam sie auf Platz 23.